# Reiner Scheidhauer

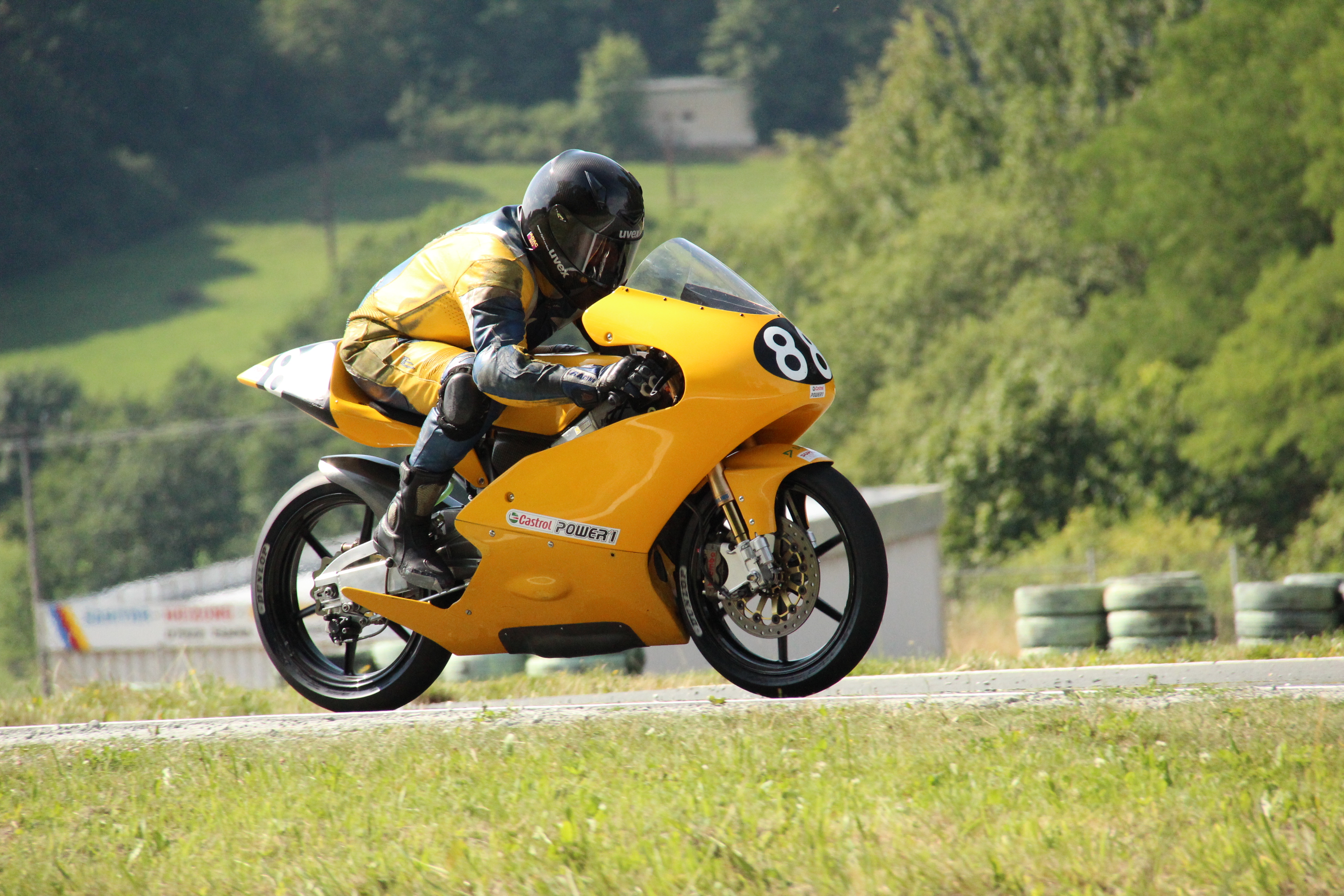
Reiner Scheidhauer 2014 in Schleiz auf einer Honda RS 125

Reiner Scheidhauer (* 18. September 1954) ist ein deutscher Motorradrennfahrer.

## Karriere
Bereits Reiner Scheidhauers Vater Willi war als Motorradrennfahrer national und international erfolgreich. Reiner Scheidhauer bestritt sein erstes Rennen im Jahr 1973 beim Bergrennen in Zotzenbach im Odenwald auf einer 50-cm³-Kreidler.
Im Jahr 1978 wurde er auf Kreidler Deutscher Meister in der Klasse bis 50 cm³. 1988 gewann er auf Seel den Titel in der 80er-Klasse der Deutschen Meisterschaft.
Zwischen 1978 und 1986 startete der 1,65 m große Reiner Scheidhauer außerdem in der 50 bzw. 80-cm³-Klasse der Motorrad-Weltmeisterschaft. Seine besten WM-Platzierungen erreichte er 1979 und 1983, als er jeweils Elfter der 50er-WM wurde. Seine beste Rennplatzierung war Rang vier im 50-cm³-Rennen um den Großen Preis der Nationen im italienischen Monza.
Scheidhauer startete bis 2012 in der 125-cm³-Klasse der Internationalen Deutschen Motorradmeisterschaft. 2014 trat er mittlerweile 59-jährig auf einer Honda RS 125 in der IG Königsklasse an.
Reiner Scheidhauer lebt heute im französischen Etzling und betreibt in Saarbrücken-Scheidt ein Volvo-Autohaus.

## Erfolge
- 1978 – Deutscher 50-cm³-Meister auf Kreidler
- 1988 – Deutscher 80-cm³-Meister auf Seel